# シヴィライゼーション
『シヴィライゼーション』(Civilization) は、文明をモチーフとしたターン制のシミュレーションゲーム（ストラテジーゲーム）シリーズ。
人類文明の歴史と発展をテーマにしたターン制のストラテジーゲームである。その内容は国土の整備や技術開発、他国との外交関係などであり、単純に数値の大きさや強さのみを求めるのではなく、ゲーム内で有機的に繰り広げられる国際秩序を注視し、常に一手先を読んだ総合戦略が求められる（#ゲームシステム）。
ボードゲームとコンピュータゲームがあり、特にコンピュータゲームでは1991年にマイクロプローズ社より発売された『シド・マイヤーズ・シヴィライゼーション』(Sid Meier's Civilization)をはじめ、複数のメーカーから多数のシヴィライゼーションの名を冠する作品が発売されている（#コンピュータゲーム版）。2016年3月現在、25年間で66バージョン、累計3300万本以上が販売された。
なお本記事では派生版、オープンソースのクローンも合わせて記述する。

## ゲームシステム
もともと一人用のゲームであるが、後に多人数対戦用のCivNetが発売され、続編には当初からその機能が組み込まれている。プレイヤーは、ある文明の支配者として、1つか2つの植民者 (Settler) ユニットから帝国の建設を始める（IIIでは、労働者 (Worker) ユニットも与えられる）。2つから6つの競争相手となる文明を設定することができる。ゲームはターン制であり、細かく行動を決めていく必要がある。紀元前4000年からゲームは始まり、21世紀にゲームは終了する。その間にユニットを使い、新しい都市を作り、大地を均し、鉱山を開発し、道、そして後には鉄道を建設することができる。
探検、戦争、外交の3つは重要な戦略ではあるが、より細かい戦略も重視される。どの都市でどのユニットを生産し、どこに新しい都市を作るか、それにどのように最大の発展をするために都市の周囲を開発していくかもプレイヤーの手にゆだねられる。ゲーム開始後、すべての土地が発見されるまでの間は、バーバリアンと呼ばれるどの文明にも属さないユニットが都市を襲撃することがある。
ゲームを始める前に、どの文明を選ぶか決める。それぞれの文明には得意、不得意とする分野があるが、文明の真価はプレイヤーではなく、コンピューターが動かす時により強く発揮され、文明ごとに戦略方針が変わってくることに表れる。例えばアステカ文明は、強硬な拡張主義を取り、外交より戦争を好む。他に、アメリカやモンゴル、ローマ等の文明を選択することができ、それぞれの文明を代表する歴史的指導者によって指揮される。
時代が進むにつれ、新しい技術が開発される。序盤は、陶芸や車輪、それに文字といった技術しか開発できないが、終盤には核技術や宇宙飛行なども開発できるようになる。最初に有効な技術を手に入れることは大きな優位をもたらす。技術の開発により、新しいユニットの生産や都市を発展させる技術の利用、それにその技術から派生する新たな技術の開発ができるようになる。新しい技術はそれまでに獲得された1つ、または複数の技術の組み合わせを元に達成される。車輪の技術を開発する事によりチャリオット・ユニットを生産できるようになり、陶芸の開発終了により、貯蔵用陶器を手に入れたことで穀物貯蔵所を利用できる。このように技術を開発するごとにさらに他の技術が開発できるようになることを、枝分かれする木に例え「テクノロジーツリー」と呼ぶことがある。これ以後、他のゲームでもこのアイデアは利用された（テクノロジー・ツリーのアイデアは最初イギリスで発表され、アメリカではアバロンヒル社から発売された同題の多人数ボードゲームに由来する）。
プレイヤーの最終的な目的は武力による征服だけではない。宇宙船を開発し、最初にほかの惑星（アルファ・ケンタウリ）に移住できるかを競うこともできる。国連事務総長選挙で勝てば平和的勝利となる。シリーズが進むにつれ、文化的勝利、経済的勝利というルールも追加された。これらは新しいゲームをスタートした時に勝利条件として設定され、いずれかを満たせばその時点で勝利したことになるし、期限までプレイを続けなくてもかまわない（その場合点数で順位がつけられる）。プレイヤーは様々な戦略、プレイスタイルでゲームに挑むことができる。

## ボードゲーム版

### 文明の曙
1982年にアバロンヒル社よりCivilizationのタイトルで発売されたボードゲーム。後にホビージャパンから『文明の曙』のタイトルで日本語解説書つきで発売された。

### アドヴァンスト シヴィライゼーション 文明の曙
1991年にアバロンヒル社よりAdvanced Civilizationのタイトルで発売されたボードゲーム。1995年に 『アドヴァンスト シヴィライゼーション 文明の曙 』のタイトルでコンピューターゲーム化もされた。Windows 95 で動作する。アドヴァンストシヴィライゼーション文明の曙ハンドブック(アバロンヒルゲームソフトコレクション 歴史シミュレーション)という攻略本もコーエーより発売されている。

## コンピュータゲーム版
コンピュータゲームの第1作『シヴィライゼーション』は、MS-DOSベースのIBM互換機向けに発売された。以後、Windows 3.1に対応した『シヴィライゼーションII』、Windows 95以降の環境に対応した『アルファ・ケンタウリ』と『シヴィライゼーションIII』。Windows XP以降の環境に対応した『シヴィライゼーションIV』、Windows XP SP3 / Vista SP2 / 7/ 8に対応した『シヴィライゼーションV』が発売され、最新作の『シヴィライゼーションVI』ではWindows 7 64bit / 8.1 64bit / 10 64bitに対応するなど、主にパソコン用ゲームとして開発販売されている。
日本国内ではPC-98版が1992年に発売、その後Windows、Macintoshや各種家庭用ゲーム機用に日本語版が発売されている。
2009年に各種プラットホーム向けに発売された『シヴィライゼーション レボリューション』は、翌年ニンテンドーDS用のものがiPhone/iPad用に移植された。
『シヴィライゼーションV』については、2014年より、LinuxとLinuxをベースにしたSteamOSでも、サポートされるようになった。ただし、Linuxについては、すべてのディストリビューションがサポートされているわけではなく、一部のディストリビューションをテストしているだけである。

### 開発
『シド・マイヤーズ・シヴィライゼーション』シリーズのタイトルには、アメリカのゲームデザイナーであるシド・マイヤー(又はシド・メイヤー)の名前が冠されている。しかし、彼が実際に制作に関わったのは第1作の『シヴィライゼーション』と2008年に家庭用ゲーム機向きに展開された『シヴィライゼーション・レボリューション』の2作のみである。『シヴィライゼーションII』以降の作品では、監修のみを担当し、実際の制作には関わっていない。
シリーズ第2作の『シヴィライゼーションII』や、外伝の『シド・マイヤーズ・アルファ・ケンタウリ』を担当したブライアン・レイノルズは、後に独立しBig Huge Games社で『ライズ オブ ネイション』を担当。また、シリーズ第4作の『シヴィライゼーションIV』を担当したソーレン・ジョンソンは、その後、エレクトロニック・アーツでウィル・ライトの新作『Spore』の制作に携わっている。

### シドマイヤーズ シヴィライゼーション
1991年にマイクロプローズ社よりSid Meier's Civilizationのタイトルで英語版が発売。ゲームデザイナーのシド・マイヤーによりデザインされた、コンピュータゲームとしての最初のシヴィライゼーションである。誤解されることが多いが、上述したようにアバロンヒル社のボードゲームが存在するため、一連のゲームのオリジナルアイデアそのものはシド・マイヤーの発案ではない。ただし、シド・マイヤーは後のインタビューで「ボードゲームの話を聞いたことはあったが、ゲームデザインを始める前にプレイしたことはない」と語っている。海外版の対応機種はATARI ST、アミーガ、MAC、DOS、Windows 3.xである。
日本国内においては、1992年に98版が発売された。1993年には、北島秀樹著「シヴィライゼーション ハンドブック」も発売されている。
又、ネット上には『シヴィライゼーション　～紀元前アルファケンタウリ到着を目指して～』も公開されている。
シヴィライゼーションに触発されてBC4000-文明モデルというゲームが iPhone にリリースされた。

#### シヴィライゼーション 世界七大文明
家庭用ゲーム機用では初のシヴィライゼーションである。1994年にSFC版『シヴィライゼーション 世界七大文明』がアスミックより発売された。
ゲームの操作方法はパソコン版とあまり変わらないものの、ルール、シナリオ、攻略方(攻略方法)、登場人物等が変更されており、パソコン版とは別のゲームとなっている。
『シヴィライゼーション 世界七大文明 必勝攻略法』(スーパーファミコン完璧攻略シリーズ74)が1994年10月25日双葉社から880円(税込)で発売されている。

#### Sid Meier's CivNet
パソコン版シヴィライゼーションのネットワーク対戦型バージョンである。LAN、インターネット、BBSに対応。1995年、Windows 3.x用でアメリカ、イギリス、ドイツでのみ発売された。日本ではスペクトラストリームが『Sid Meier's CivNet(日本語マニュアル付き英語版)』の名称で輸入販売を実施。スペクトラストリームでの動作確認機種はWindowsw3.1/95/98でCD媒体である。

#### シヴィライゼーション 新世界七大文明
1996年にはPS版・SS版『シヴィライゼーション新世界七大文明』（アスミック）が発売された。
攻略本としては以下の物が発売されている:
(1)『シヴィライゼーション 新・世界七大文明 徹底攻略ガイド』がマイナビ出版から1996年8月に発売されている。対応機種はプレイステーションである。
(2)『シヴィライゼーション 新・世界七大文明 (ナビブック)』が発売された。対応機種はプレイステーションである。

### コロナイゼーション
1994年発売。コロナイゼーションとは植民地化という意味である。『シヴィライゼーションIV コロナイゼーション』はこの作品のリメイクになる。そのため、本作品はコロナイゼーション(クラシック)などと呼ばれている。対応機種は Microsoft Windows(Windows XP/Vista/7), Linux, Classic Mac OS, DOS, AmigaOS,iPhone,iPad。対応言語はドイツ語、スペイン語、フランス語、英語。日本語版は CD-ROM for Windows (Windows3.1(PC-98、DOS/V)) とパッケージに記載されている。Steamで英語版が配信されている（日本語版はない)。iPhone/iPad/iPod touch/Mac用は App store で購入できるが操作性が悪く評判が悪い(日本語版はない)。他にもフリーで開発された、Colonization tooと FreeCol がある。

### シドマイヤーズ シヴィライゼーションII
1996年にマイクロプローズ社よりSid Meier's Civilization IIのタイトルで発売された後、日本では『シヴィライゼーションII〜完全日本語版〜』の名称でサイバーフロントより、Windows 3.1/Windows 95用が発売されている。
ゲームデザインは、ブライアン・レイノルズが担当し、本作よりシド・マイヤー自身は直接の制作には関わっていない。
ゲームは、マップがクォータービュー表示に変更されるなど、画面描写が大幅に改善された。さらにゲームバランスの改善、テクノロジーやユニットが大幅に追加されるなど、正統的な進化を遂げている。
数百万本を売り上げる人気作となったが、マイクロプローズ社は当初、この作品にほとんど期待をかけておらず、あくまでも前作ファン向けのマイナー作品として扱っていたため、ゲーム発売前にほとんど販促プロモーションが行われなかったとされる。
後に「わくわくパソコンソフト」という名称で1,980円で再販売されている。1998年にはPS版『シヴィライゼーションII』 が､ヒューマン社から発売されている｡
拡張パックとしてCivilization II：Gold Editionと『シヴィライゼーションII テスト オブ タイム』(w:Civilization II: Test of Time)がある。また、豪華版である『シヴィライゼーションII完全日本語版 日本語公式ガイドブック付 VALUE PACK』（販売元：メディアクエスト）が発売されたほか、『シヴィライゼーションII』本編にシナリオと日本語公式戦略ガイドブックを付けた『ゴールド・シヴィライゼーションII 』（開発元はマイクロプローズ、販売元はメディアクエスト、発売元は三井物産）、シナリオ集「シヴィライゼーションII ファンタスティック・ワールド 完全日本語版」（販売元はメディアクエスト、発売元は三井物産）、『シヴィライゼーションII』本編と追加シナリオのセット品『シヴィライゼーションII プレミアパック』などがある。
これらの拡張パックやシナリオ集の中には、ファンタジーやSFを題材としたモードも収録されている。

### シヴィライゼーション コール・トゥ・パワー
1999年にアクティビジョン社よりCivilization: Call to Powerのタイトルで発売。シド・マイヤーは関わっていない。アバロンヒル社よりシヴィライゼーションに関するライセンスを受けたため、マイクロプロース社との裁判となった。裁判の結果、マイクロプロース社よりライセンスを受けることになった。つまり、サブライセンス作品であり、シリーズ名を冠しているものの、公式にはシド・マイヤーズ・シヴィライゼーションには含まれない。同年にサイバーフロント社より日本語版が発売されている。Linux版も存在する。
本家シヴィライゼーションと異なり、海底や宇宙空間での都市開発など、近未来の技術が大きく拡張されている。奴隷商人を使ってライバル文明から人々を誘拐し自文明の生産力に割り当てることや、七不思議、奴隷解放運動によって奴隷制度を無効化してライバル文明を陥れること、支店ユニットによってライバル文明の都市にフランチャイズして戦争をせずに生産力をライバル文明から詐取することや、それに対抗して弁護士で支店を提訴するという面白いアイデアが大量に導入された。エコテロリスト、エコレンジャーという環境保護を目的とした、ナノテクノロジーによるテロ活動を行うユニットも生産できるようになった。政治体制には、圧政、ファシズム、神権政治、多国籍企業（企業共同体）、テクノクラシー（技術至上主義）、サイバー民主主義、エコトピアが追加された。
また、ゲームシステム上の特徴として、「インフラ」の導入により土地改善の作業が大幅に軽減されたことや、交易品の導入により交易路の維持が経済戦略上の重要な鍵になったことが挙げられる。
今作では、地球外での勝利を求める場合の選択肢は、ワームホールを発見し、人工的に誕生させたエイリアンを別の宇宙に送り出すことである。

### コール トゥ パワーII
2000年11月にアクティビジョン社よりCall to Power IIのタイトルで発売。ライセンス問題を解決するため、タイトルからシヴィライゼーションの名前は無くなっている。2001年にメディアクエスト社より日本語版が発売された。日本語版に関しては、移植元が変更されたことにより、前作でのような誤訳は無い。
本作の勝利条件として、世界征服、ハイスコア、他文明との恒久的な平和共存に加え、地球のリソースを自由に操ることが出来るガイアコントローラの開発が含まれる。

### シド・マイヤーズ・アルファ・ケンタウリ
『シド・マイヤーズ・シヴィライゼーション』シリーズの実質的な続編。2000年にエレクトロニック・アーツ社よりSid Meier's Alpha Centauriのタイトルで発売。シリーズの最終目標の一つである、アルファ・ケンタウリへの植民後の世界を舞台とした作品で、架空の兵器や技術が多く登場する。ゼロから様々なユニットを自由に設計できる柔軟なカスタマイズ性や国境線の導入に始まり、各勢力の首脳に強い個性が与えられ、外交に様々な選択肢が追加されるなど、後のシリーズ発展の基盤となる多くのアイデアが示されている。拡張パックとしては Sid Meier's Alien Crossfire (SMAX) がある。
開発元はシド・マイヤーらが新たに設立したフィラクシス・ゲームズ社で、以降の作品も同社により開発されている。同年には日本語版も発売されている。ゲームデザインは、前作にあたる『シヴィライゼーションII』に引き続き、ブライアン・レイノルズが担当。彼は、ゲーム内への数々の革新的要素を導入したことでその評価を不動の物としたが、続編にあたる『III』の開発中に開発メンバーと共にフィラクシス社を退社。Big Huge Games社を設立し、『ライズ オブ ネイション』の開発を担当した。

### シドマイヤーズ シヴィライゼーションIII
2001年にインフォグラム社よりSid Meier's Civilization IIIのタイトルで発売。Windows 95以降のWindowsプラットフォームへ正式対応し、加えて『II』や『アルファ・ケンタウリ』で示された、新要素の取り込みが主な変更点となっている。日本国外ではMac OS X版も発売されている。日本では、サイバーフロント社より日本語版が発売され、全世界で300万本以上の売り上げを達成した。
拡張パックとしてw:Civilization III: Play the World(PTW)とw:Civilization III: Conquests(C3C)がある。

### シドマイヤーズ シヴィライゼーションIV
2005年10月24日に2K Games社よりSid Meier's Civilization IVのタイトルで発売。Windows用のPCゲームであり、2006年6月にはMac OS X版も発売された。また、同年6月17日にはサイバーフロント社より日本語版が発売されている。2007年7月時点で、全世界で150万本以上の売り上げを達成している。画面がフル3Dへと一新され、操作性が大幅に向上した。さらに、ゲームシステムが大きく変更され、従来作でプレイヤーの手を煩わせていた公害の除去や汚職の管理といった要素が削除され、プレイアビリティが高まった。また、AI指導者達の振る舞いも大きく改良された。
ゲームの発売から6年後、オープニングテーマ曲であるBaba Yetuが、第53回グラミー賞の「Best Instrumental Arrangement Accompanying Vocalist」部門を受賞した。作曲者のクリストファー・ティンが2010年に発売したアルバムにBaba Yetuが収録されていたことから改めて評価されたもので、ゲーム音楽としては史上初の受賞である。。
拡張パックとして『シヴィライゼーション4 ウォーロード』(w:Civilization IV: Warlords)と 『シヴィライゼーション4 ビヨンド ザ ソード』(w:Civilization IV: Beyond the Sword)がある。

### Sid Meier's Civilization Chronicles
2006年発売（英語版のみ）。第1作の『シヴィライゼーション』から『シヴィライゼーションIV』までのセット（『アルファ・ケンタウリ』を除く）と、96ページに渡る小冊子 (Chronicles)、カードゲーム、ビデオDVD、ポスター、デスクトップ用の壁紙、MP3ファイル等のボーナスアイテムを加えたコレクター向けのボックスセットである。

### シヴィライゼーション特別限定パッケージ
シヴィライゼーション2(テストオブタイム)、シヴィライゼーション3(コンクエスト)、シヴィライゼーション4(ウィーロードとビヨンド・ザ・ソード)と3つのバージョンと4本のシナリオをセットにした物。

### シヴィライゼーション レボリューション
2008年6月に2K Games社より北米・欧州・豪州でPLAYSTATION 3・Xbox 360でSid Meier's Civilization Revolutionのタイトルで発売された、家庭用ゲーム機向けに開発された初めてのシヴィライゼーション。インターネット対戦を前提とした設計だがシングルプレイも可能である。オンライン対戦は1ゲームのプレイ時間が平均3時間から平均1時間に短縮されている。
システムが他シリーズに比べて大幅に簡略化されユニットの種類が少なく、小さめのMAP構成にくわえて都市には衛生度・幸福度・飢餓・交易路といった要素も存在しない上に破産もないため管理の手間（防衛等）さえ惜しまなければ都市をあちこちに建てることで大幅に優位にたてる。一方で同じユニットを3つ重ねることで「軍団」に編成し直し攻撃力・防御力を3倍にするといった独自のシステムが搭載され下位ユニットでも軍団にすることで上位ユニット単体にも上回る強さを発揮する。
2008年12月25日にサイバーフロントよりPLAYSTATION 3・XBOX 360の日本語版が、翌2009年1月29日にニンテンドーDS版が発売された。ニンテンドーDS版はハード性能からMAP表示が2Dであったり、CPU文明が巨大化すると数十秒待たされる、またユニットが売却できないなどいくつか仕様が異なる。2010年1月14日に2K Games社よりiPhone・iPod Touch・iPad対応の日本語版が発売された。

### シドマイヤーズ シヴィライゼーションIV コロナイゼーション
2009年3月27日に2K Games社よりSid Meier's Civilization IV Colonizationのタイトルで発売。1994年に発売されたSid Meier's Colonizationを『シヴィライゼーションIV』のゲームエンジンを使ってリメイクした作品である。『IV』の拡張パックではなく、独立した単体作品としてリリースされている。ゲームの舞台は16世紀のアメリカ新大陸であり、イギリス、フランス、スペイン、オランダといった列強諸国による、新大陸への入植競争とアメリカ合衆国の独立をテーマとしている。

### シドマイヤーズ シヴィライゼーションV
2010年9月21日に2K Games社より英語版Sid Meier's Civilization Vが北米で、9月24日に欧州でそれぞれ発売された。日本語版の発売は、2010年10月29日となっている。『IV』から、さらなるグラフィック面での進化に加えて、プレイヤーが煩わしさを感じる要素を整理再編し、より快適なプレイを実現する方向へとデザインが指向されている。それに基づいてスタック制の廃止など戦争に関する多くの変更が導入されたが、一方で外交や経済政策は簡略化された。そのため『IV』とのプレイ感覚の違いから賛否両論がある。
拡張版として、2012年6月23日にw:Civilization V: Gods & Kingsが、2013年7月にw:Civilization V: Brave New Worldがそれぞれ発売され、当初単純化されていたゲーム性はある程度複雑化されている。

#### 必要動作環境
プロセッサ：インテル デュアルコアCPU、メモリ：2GB RAM、HDD 容量：9.6GB以上、DVD-ROM：ディスクインストールで使用、ビデオカード：256MB DirectXのNVIDIA 7900GS以上 DirectX 9.0c対応のビデオカードとなっており、また初回インストール時の認証時やマルチプレイヤーゲーム時にインターネット接続が必要。

### Civilization World (CivWorld)
Facebook上でのブラウザゲームとして提供されていたバージョン。2011年7月5日よりオープンβテストが開始されたが、2013年5月に運営終了となり、2014年現在は後継製品としてiOSで展開中のCivilization Revolutionへ誘導される。

### Sid Meier's Civilization Revolution 2
2014年に2K Games社より発売。『シヴィライゼーション レボリューション』の改良版だが、iOS/Android版向けのみが提供されている。

#### シヴィライゼーション レボリューション2+
2015年12月3日に2K Games社より発売。上記のRevolution 2を基にPlayStation Vita用に改良・追加されたもの。

### Sid Meier's Civilization: Beyond Earth
2014年に2K Games社より発売。『アルファ・ケンタウリ』の精神的続編であり、同様に地球を脱出した後の、新しい惑星を舞台としたSF的な作品となっている。また、2015年3月には、同様にシヴィライゼーションのエンジンを用いた、世界観の近いSid Meier's Starshipsもリリースされている。

### シドマイヤーズ シヴィライゼーションVI
2016年10月21日に2K Games社よりSid Meier's Civilization VIのタイトルでダウンロード版とパッケージ版が発売された。
新たに協力プレイモードや新チュートリアルシステムなどが盛り込まれた。
拡張パックとしては2018年2月8日に「文明の興亡」が、2019年2月14日には「嵐の訪れ」が配信された。「嵐の訪れ」ではユニットの生産方式が変更されるほか、ペストをモチーフとしたシナリオ「黒い死神」が収録されている。
また、2020年5月から2021年3月にかけて、シリーズ初となるシーズンパス「ニューフロンティア・パス ～新たな世界への誘い」が配信され、その後も、2022年11月21日から2023年3月にかけてシーズンパス「リーダーパス」が配信された。

### シドマイヤーズ シヴィライゼーションVII
2025年2月11日に2K Gamesより発売。

### その他
他にシリーズ作品としては異色のMMORPGであるCivilization Onlineがある。2K Games社とXL Games社によって共同開発されておりベータテストが行われている。

## モバイルアプリ版
- Civilization: Eras & Allies 2K（2025年6月）[28]

## クローンゲーム

### Freeciv
Freecivはシヴィライゼーションを模したクローンゲームの一つ。GPLのソフトウェアとして開発されている。Windows、Mac OS X、Linux対応。またブラウザーで動作するFreeciv-webも存在する。

### C-evo
C-evoはシヴィライゼーションを模したクローンゲームの一つ。パブリックドメインのソフトウェアとして開発されている。

### FreeCol
FreeColはSid Meier's Colonization (1994年版)を模したクローンゲームの一つ。GPLのソフトウェアとして開発されている。Windows、Mac OS X、Linux対応。